# 朝鲜民族
朝鮮民族（／），又称韓民族（／）、朝鲜族（／），是东北亚主要民族之一，分布在朝鮮（朝鲜半岛）及毗邻的中国东北地區，为大韩民国及朝鲜民主主义人民共和国的主体民族。
目前，朝鲜民族全球总人口约为8300万，其中大韩民国与朝鲜民主主义人民共和国共计约7600万，其他人口过百万的国家有中华人民共和国和美国，各有约二百万人。中国朝鲜族是中國官方认定的55個少數民族之一，其他有越南、新加坡亦官式承認為境內少數民族。在俄羅斯、哈薩克、吉爾吉斯、烏茲別克亦有朝鲜族生活，他们在当地被称为“高麗族”（俄语：Корё-сарам），中文文獻也称其为“中亚朝鲜族”、“高麗人”。

## 历史
朝鲜民族是古亞洲人和新亚洲人在新石器时代到青铜器时代之间，陆续从蒙古高原、中国东北地区东南部、南西伯利亞迁徙到遼河流域至朝鲜半岛之間所形成的民族。
公元前后，高句丽在朝鲜半岛北部兴起。此后，百济和新罗在南部兴起，形成三国鼎立局面，史称“三国时代”:44-46。七世纪后半叶，新罗联合中国唐朝，先后灭掉百济和高句丽，统一了朝鲜半岛大同江以南地区:47-50。九世纪末，新罗分裂成后高句丽、后百济、后新罗，史称“后三国”:60-61。918年，后高丽将领王建统一后三国，建立高丽王朝:62-64。高丽立国近474年之后，于1392年被朝鲜王朝所取代:84-85。1897年，朝鲜王朝立国505年后被大韩帝国取代:179-180。
近代，朝鲜半岛不断被西方列强和日本渗透，1910年被日本吞并:188-197。第二次世界大战结束后，朝鲜半岛分裂成南北两个国家。被以苏联为首的共产主义阵营所控制的北部建立起朝鲜民主主义人民共和国，被以美国为首的资本主义阵营控制的南部建立起大韩民国。至今，朝鲜半岛还处在一个民族两个国家的状态:68-73。

## 语言和文字

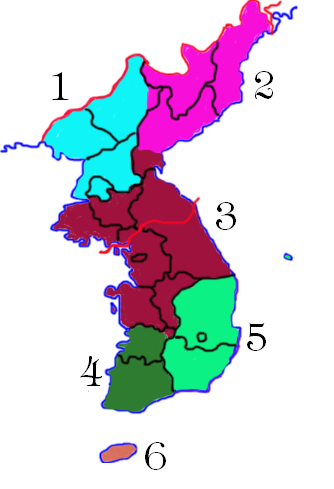
朝鮮半島的方言分佈（紅色線為军事分界线，上為朝鮮民主主義人民共和國，下為大韓民國）：
1. 西北方言
2. 東北方言
3. 中部方言
4. 西南方言
5. 慶尚方言
6. 济州方言

朝鲜民族的母语是朝鮮語，也称韩国语或韩语。朝鲜民族在古代曾长期使用汉字，在近代普遍使用的諺文是表音文字，每个字可以根据其构成拼读出来，不需要另外单独的拼音系统。韩语共有40个字母，包括21个元音和19个辅音。元音又分为单元音（10个）和双元音（11个）。元音是韩语音节的中心，辅音只有和元音结合才能构成文字。韩语属于黏着语，是通过附着在单词后面的助词和语尾的变化来表示语法关系，而不是像汉语那样依靠词序。因此韩语有比较复杂的助词和语尾。韩语的句子结构是主语+宾语+谓语，而汉语的句子结构则是主语+谓语+宾语。
韩语的词汇类型可分为固有词、汉字词和外来语三种。固有词是朝鲜民族自古流传下来的本民族自己固有的词汇，是韩语词汇的核心部分。韩语日常用语绝大多数用的都是固有词。绝大部分汉字词来源于汉语，此外还有部分汉语汉字词和日语汉字词。汉字词读音遵照韩国汉字的读音规则，词义大部分与汉语相同，但也有些差异。汉字词在数量上要占到韩语词汇一半以上。外来语是指从中国以外的其他国家借鉴过来的词语，以英语居多。
西元15世纪以前，韩语只有语言没有文字，以汉字为书写工具。由于韩语与汉语是完全不同的语系，使用汉字记录韩语是一件很不容易的事，加之一般百姓不懂得汉文，非常不利于文化的交流与发展。为了解决朝鲜民族书写文字的问题，1443年朝鲜王朝第4代国王世宗组织一批学者创造了适合标记朝鲜语语音的文字体系——“训民正音”，意为“教老百姓以正确的字音”。韩文的发明推动了国家政治、经济、文化的发展，世宗大王也得到了后世的爱戴。
朝鲜语的方言按地区分布可以分为西北部方言、东北部方言、中部方言、西南方言、东南方言、济州方言以及六镇方言共7种。除了济州方言以外，邻近的方言大都能够通话。但是跨区之间的方言通话就有些困难。現今“韓國標準語”是以中部方言的首尔话为基础的。由于首尔是朝鲜王朝的国都，因此這個“标准语”更接近于朝鲜半岛分裂前的官方语言。朝鲜的标准语“文化语”亦基于中部方言。

## 习俗

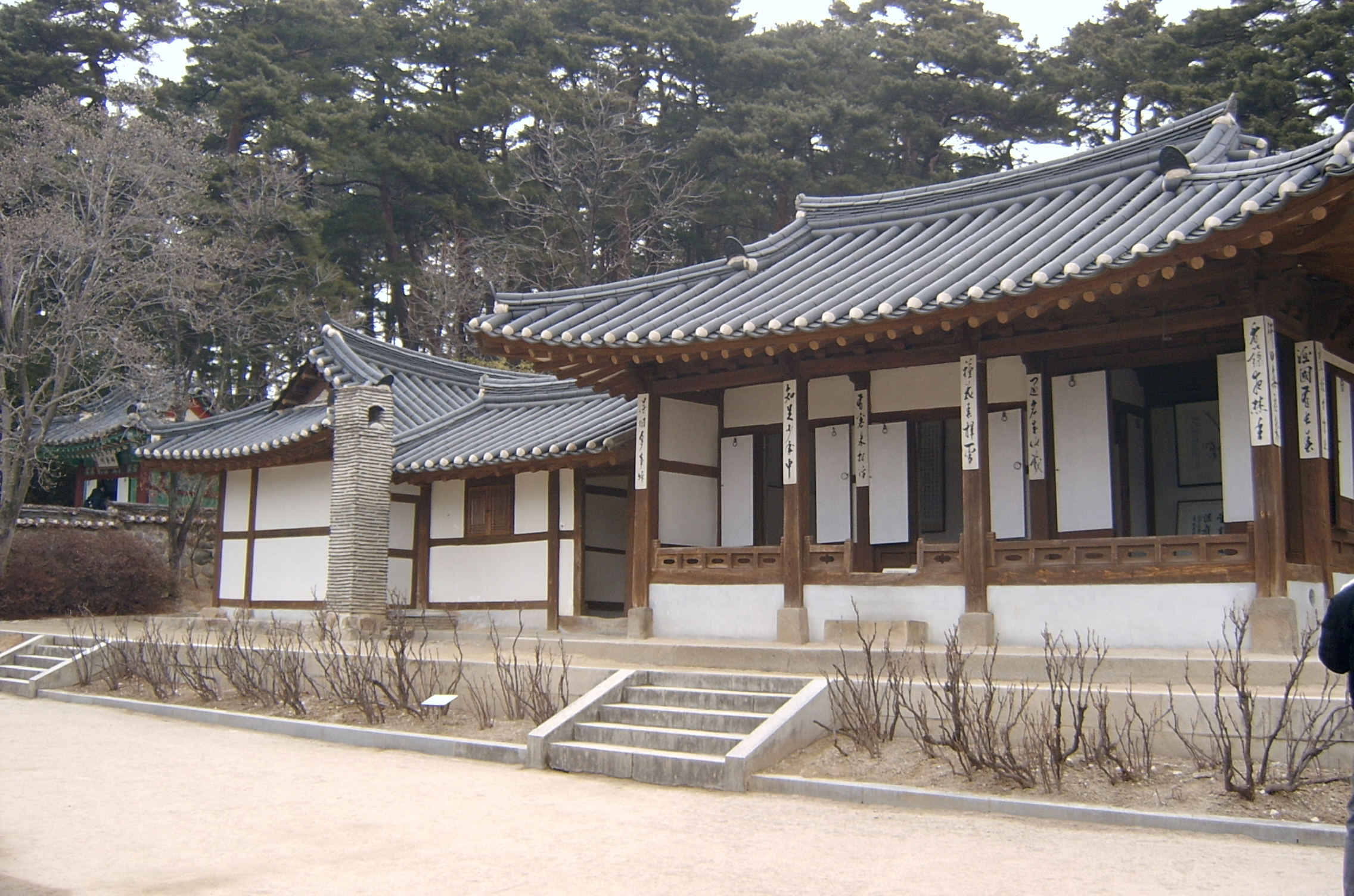
朝鲜民族传统房屋（韩国大儒李珥的出身地江原道江陵乌竹轩）

### 建筑
朝鲜民族傳統建築讲究对地形的选择，阴阳协调，一般依山朝南而建。傳統民居稱為韓屋，使用一种叫温突的地板供热系统供热。韩屋在建筑设计上体现人与自然和谐的理念。韩国传统建筑不作违背壮丽自然环境的尝试，也不与自然景色比较高低。韩屋的大部分建筑材料也来源于自然，主要是石头、木材、泥土，充分体现自然美。富人家的屋顶使用瓦建造，而穷人家的屋顶则使用稻草。:241韩国夏季闷热，冬季寒冷。韩屋在设计上采用了冬季取暖的炕和夏季乘凉的大厅。:168
根据儒家的观念，韩屋在空间上做身份、男女、长幼的区分。根据房型的不同和用一道小围墙，韩屋的居住空间分为上中下三等。里屋和客厅是主人居住的上等空间；离大门最近的行廊斋是下人居住的地方；中门间行廊斋是中间阶层的守门人居住的空间。贵族的韩屋在建造行廊斋等门间斋后，还会建造一个比这些高一截的屋檐上翘的大门。:168

### 服装

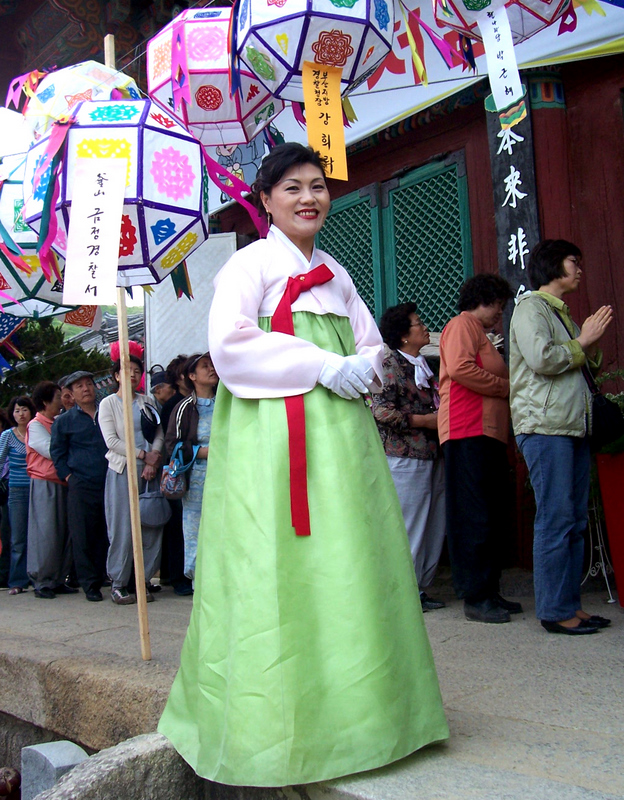
韩服

朝鲜民族的传统服饰是韩服。韩服有着直线和曲线相结合的线条美，在色彩搭配上讲究阴阳五行，天地人和。一般来说上衣用亮色、下衣用暗色。小孩子的韩服一般采用7种颜色，为的是让小孩憧憬绚丽的生活和防止鬼神的接近，无病长寿。:233
男士传统韩服由冠帽（黑笠）、哲高里（男士上衣）、背子（穿在上衣外边的坎肩）、马褂子（穿在哲高里外面的防寒服）、巴吉（裤子）、都鲁玛吉（外出时穿在短衣和裤子外面的外套）和足衣（袜子）组成。:229女士传统韩服由哲高里（女士上衣）、领子（由动襟和领边组成）、高琳（前衣襟上缝有的长带，垂落在长裙前面用作上衣扣，也有装饰作用）、契玛（裙子）、纹样、和绣花鞋组成。:230
根据生活风俗和用途分类，韩服可以分为婚礼服、节日服、花甲服、周岁服等。在春节的早上，子女要穿节日服给父母拜年，小孩子们穿七色彩缎短衣，父母则穿平常韩服；在花甲宴上，男性穿金冠草服，女性穿小礼服；小孩一周岁的仪式上，小孩要穿周岁服；在传统婚礼上，新郎新娘要穿华丽的婚礼服。传统韩服穿戴复杂、繁琐，因此传统韩服一般在特殊的场合穿着。韩国人平时穿着改良的简易生活韩服。:450:231-232

### 饮食
朝鲜民族的主食是大米。主要农作物除了大米外还有大麦、大豆等。朝鲜半岛三面沿海，因此海产品也是朝鲜半岛的主要食品。腌制的鱼类和蔬菜是冬季的主要食品。韩国料理味道以辣、甜、酸、淡为特点。汤在韩国料理中不是饭前或饭后的配菜，而是与主食一起食用的主菜。韩国料理中的汤一般放有肉或海鲜，汤水较少。常见的汤有参鸡汤、大酱汤、先农汤、水饺汤、泡菜锅、纯豆腐汤、海带汤等。在韩国料理中与米饭一起食用的伴菜叫做“饭馔”，种类繁多，有烧烤、煎炸、蒸煮、脍、泡制等多种方法制作。而与酒类一起食用的菜被称为“按酒”。泡菜是韩国料理中的重要成员。韩式泡菜种类繁多，其类别在韩国各地有所不同。韩国人在不同的季节也食用不同的泡菜。
与中国、日本和越南的餐桌礼仪不同，在韩国，盛米饭和汤的碗是不应该被拿起的。韩国人使用金属作的长柄匙来吃饭喝汤。韩式的筷子是扁平的金属筷子，只用来夹菜，不用来吃米饭。年轻人不应该在长辈或客人之前拿起筷子吃饭，也不应该在长辈或客人之前吃完饭。

### 茶文化
公元4世纪，茶文化随佛教从中国传入朝鲜半岛。茶文化的传入，也推动了韓國茶禮的发展。但是在朝鲜王朝，茶文化被认为与佛教有关被废止。朝鲜半岛更为流行的是傳統茶。傳統茶以植物為原料，原料包括植物根莖、水果、穀物、種子、花葉等。常見的有人参茶、当归茶、薑茶、水正果、柚子茶、大枣茶、五味子茶、玄米茶、決明子茶、菊花茶 、灵芝茶等。“传统茶”是将原料长时间浸泡、发酵或熬制而成，是一种天然与健康的饮品，无需开水冲泡，大多数会加入蜂蜜。

### 竞技运动

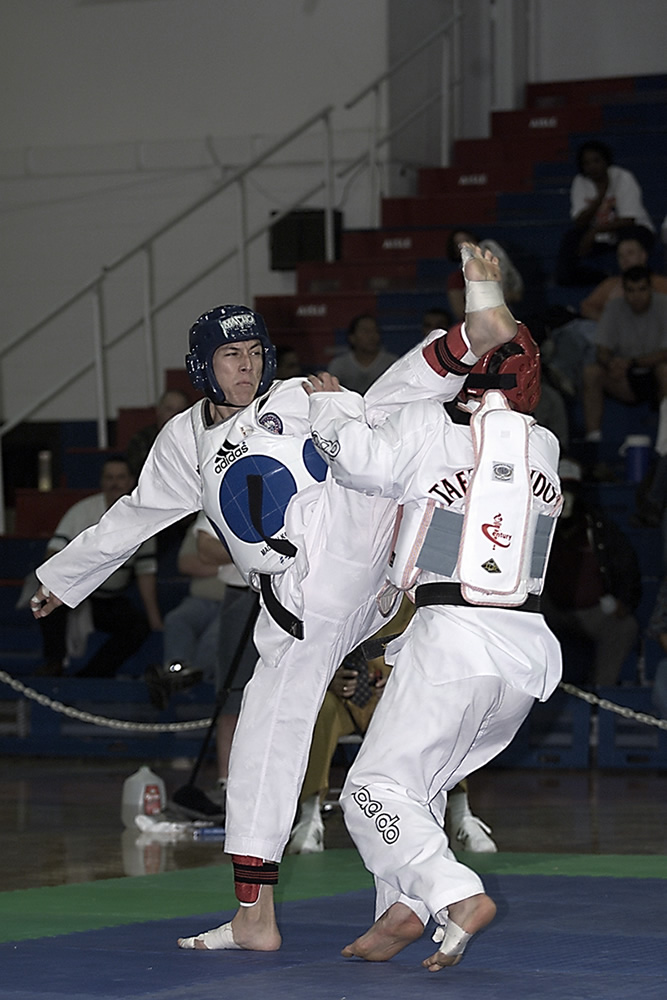
跆拳道

朝鲜半岛男性的传统体育运动主要包括射箭、韩式摔跤、跆拳道等。传统的女性体育运动主要是荡秋千和板舞戲。跆拳道是源于朝鲜半岛的一种集强身健体，防身自卫和心灵修养为一身的搏击武术，被称为韩国的国技。跆拳道既是一项能够强身健体，又能够于防身自卫的传统搏击武术，更是一项新兴的集健身、竞技及娱乐为一体的现代体育，集力学、兵学、哲学、医学及伦理学为一体，以技击格斗为基础，以修心养性为核心，以磨练人的意志、振奋人的内在精神气质、培训练习者良好的礼仪及道德为目标。「跆拳道」一詞，是1955年由崔泓熙创造。其中「跆」指踢擊、「拳」指拳擊，「道」則是代表道行、自己對禮儀的修練。在1986年第10届亚运会，跆拳道成为亚运会正式比赛项目。2000年悉尼奥运会，跆拳道成为奥运会正式比赛项目。跆拳道已经在世界各国广为推广:139:211-212。

## 宗教信仰
朝鲜半岛最初的原始宗教是朝鮮巫教。随着當地与中国的交往，佛教和儒教由中国传入朝鲜半岛。佛教在統一新羅和高丽时期曾盛极一时。但在朝鲜王朝时期，佛教曾受到限制，佛教寺院和佛教徒只能在乡村存在，不许在城市出现，取而代之的是儒教。儒家思想一度成为朝鲜王朝的国家理念。直到现在儒家思想对朝鲜民族还有着很深的影响，尊敬长辈的儒家思想依然是朝鲜家庭的重要部分:138-139 。
近代以来，特别是在韩国民主运动之中及民主化之后，基督宗教在韩国的影响力迅速扩大，目前为韩国信众最多的宗教。此外，近代朝鲜半岛还出现了本土新宗教天道教。朝鲜民主主义人民共和国的天道教青友党是由天道教教徒组成的政党。

## 朝鲜半岛以外

### 美国
美国是海外韩裔/朝鲜裔最多的国家。2015年，美国的韩裔/朝鲜裔人口约182万，占美国总人口的0.56%，是华裔、菲律賓裔、印度裔、越南裔美國人之后的第五大亚裔美國人。韩国独立运动家徐載弼是首位入美国籍的朝鲜半岛人。

### 中国
朝鲜族是中国东北地区的少数民族，亦是中国第15大民族。現代中国朝鲜族大多是19世纪后迁入中国的朝鲜族人的后裔。吉林、黑龙江、辽宁以及内蒙等省份和北京、上海等城市是现代中国朝鲜族聚居地，开放的沿海城市也是中国朝鲜族活跃地区。按中华人民共和国第七次全国人口普查（2020年）的数据，中国朝鲜族人口约为170万人，在韩中国朝鲜族人口为70万人。

### 日本
目前总数为436,167人，其中韩籍409,855人，朝鮮籍26,312人。由於日本政府迄今仍未承认朝鮮民主主義人民共和國是一個主权國家（仅视其为一现存政权），因此拒絕加入大韓民國國籍的在日朝鮮人被登記為「朝鮮籍」，實際上屬於無國籍狀態。

### 原苏联地區
在原苏联境内的韩裔/朝鲜裔主要居住在乌兹别克斯坦、俄羅斯和哈薩克斯坦。他们是被斯大林政府于1937年强制迁移至中亚地区，不被允许离开中亚地区，直至赫鲁晓夫政府时期被平反。多数高丽人講俄语。